# Dominicus Arumaeus
Dominicus Arumaeus (né en 1579 à Leeuwarden, mort le 24 février 1637 à Iéna) est un professeur frison de droit du Saint-Empire romain.

## Biographie
Arumaeus vient d'une noble famille frisonne dont il latinise le nom. Il étudie à partir de 1593 à l'université de Franeker, puis à Oxford et en 1597 à l'université de Rostock. En 1599, il entre à l'université d'Iéna en tant que maître de cour d'un fils du maire de Stade. Il y reçoit son doctorat le 31 mars 1600 et se marie le même jour. En 1602, il est nommé professeur associé et en 1605 professeur ordinaire, d'abord pour le droit privé romain, puis pour le droit impérial allemand. En 1634, il est professeur titulaire à la faculté de droit d'Iéna. En tant que maître de conférences à Salana, il participe aux tâches d'organisation de l'université. Il est plusieurs fois doyen de la faculté de droit et aux semestres d'été 1608, 1618, 1628, 1636 recteur de l'alma mater.
Il aurait été envoyé à plusieurs reprises dans la fonction publique de Weimar. Beaucoup plus important est son travail dans l'établissement d'une doctrine indépendante de droit constitutionnel allemand, à partir de laquelle le Reichspublizistik émerge. Les idées politiques discutées dans le Saint Empire romain germanique au XVIIe siècle comprennent surtout la souveraineté double.
De nombreux constitutionnalistes et penseurs devenus célèbres par la suite sont ses étudiants, notamment Johannes Limnäus et Philipp Chemnitz.
Arumaeus se marie le 31 mars 1600 avec Anna Pingitzer, la fille du juriste Virgil Pingitzer. Il y a beaucoup d'enfants du mariage. Parmi eux, on connaît Dorothea Susanna Arumäus, Anna Marie Arumäus, Johann Theodor Arumäus, Domenicus Arumäus, Dorothea Susanne Arumäus, Ernst Friedrich Arumäus, Catharina Justine Arumäus, Friedrich Arumäus et Virgel Arumäus.

## Théorie du droit
Arumaeus introduit son concept de souveraineté double dans son Discursus academici de iure publico en 1616 la fin. Selon lui, la souveraineté appartient en général à l'empire, représenté par les états impériaux, qui sont donc soumis à la maiestas realis. La maiestas personalis, en revanche (contrairement à plus tard avec Limnaeus) appartient à l'empereur seul. Dans l'ensemble, Arumaeus met l'accent sur la position et la dignité impériales, il veut préserver autant que possible les anciennes origines impériales et la domination royale. En conséquence, il utilise également la théorie de la translatio imperii de manière argumentative. Bien que l'empereur n'ait pas de pouvoir absolu contre les états impériaux, il est à juste titre un monarque et l'empire est donc aussi une monarchie.
Le Discursus academici de iure publico est mis à l’Index librorum prohibitorum le 18 mai 1618 et Commentarius Juridico-historico-politicus de comitiis Romano-Germanici Imperii publié en 1630 le 28 août 1648.